# Selo editorial
Um selo de uma editora é um nome comercial sob o qual publica uma obra. Uma única editora pode ter vários selos, muitas vezes usando nomes diferentes como marcas para comercializar obras a diferentes segmentos demográficos de consumidores.

## Descrição
Um selo de uma editora é um nome comercial – um nome que uma empresa usa para comercializar produtos ou serviços comerciais – sob o qual um trabalho é publicado. Os selos geralmente têm um caráter ou missão definidora. Em alguns casos, a diversidade resulta da aquisição de editoras menores (ou partes da empresa) por uma empresa maior.[carece de fontes?]
Na indústria de videogames, algumas empresas de jogos operam vários selos, com a Take-Two Interactive reconhecida como pioneira do selo, criando entidades com sua própria publicação e distribuição, infra-estrutura de vendas e marketing e equipes de gerenciamento e suas próprias subsidiárias (Rockstar North Limited, 2K Vegas, Inc.). Esse modelo influenciou rivais como Activision Blizzard, ZeniMax, Electronic Arts de 2008 a 2018, Warner Bros. Interactive, Embracer Group e Koei Tecmo. A Take-Two tem esses modelos em vigor desde 1997-1998 e é vista como "uma holding de jogos com subsidiárias autônomas de publicação e desenvolvimento de jogos". Editoras de jogos independentes, como a Devolver Digital, também usam a palavra selo para se autodenominar.

## Uso
Uma única editora pode ter vários selos, com os diferentes selos frequentemente usados pelo editor para comercializar trabalhos para diferentes segmentos demográficos de consumidores. Por exemplo, o objetivo da Viking – uma marca do Penguin Group – é "publicar uma lista estritamente limitada de boa não-ficção, como biografia, história e obras sobre assuntos contemporâneos, e ficção distinta com alguma reivindicação de importância permanente ao invés de interesse popular efêmero."